# La familia de Felipe V (Ranc)
La familia de Felipe V es un cuadro de Jean Ranc, pintado en 1723 a modo de «pieza de conversación», que representa al rey Felipe V de España con su familia. Se conserva en el Museo del Prado.

## Análisis
Es un boceto para un cuadro de tamaño mayor, que finalmente no llegó a terminarse y que se quemó en el incendio del Real Alcázar de Madrid en 1734. Aun así, Ranc logra ganarse el favor de los reyes y convertirse en el retratista por excelencia de la corte, al estilo de Hyacinthe Rigaud.
En el cuadro aparecen, sentados, además del rey, su segunda esposa, Isabel Farnesio. De pie, junto al monarca, están el infante Fernando —junto a un perro— y el príncipe Luis, hijos del primer matrimonio del rey con María Luisa Gabriela de Saboya. Junto a su madre aparecen los infantes Felipe —todavía en faldas— y Carlos, quien señala un retrato ovalado con la figura de su hermana Mariana Victoria de Borbón, prometida de Luis XV, aunque luego fue devuelta a España y prometida al príncipe José de Portugal con quien terminó casándose en 1729. Al fondo se encuentran una criada y un eclesiástico.